# Sitio de Aledo
El sitio de Aledo fue un episodio de la conquista almorávide de al-Ándalus.

## Antecedentes
En la segunda mitad del siglo XI, el rey taifa al-Mu'tamid de Sevilla, que había dispuesto una agresiva política de expansión frente a sus estados vecinos surgidos de la descomposición del Califato de Córdoba, terminó viendo amenazados sus propios dominios cuando el rey Alfonso VI de León conquistó Toledo en 1085 y tan solo un año después sus tropas se hacían con el castillo de Aledo dirigidas por el caballero García Jiménez.
El dominio sobre Toledo y la ocupación de Aledo formaban parte de una misma estrategia de los castellano-leoneses para debilitar el fragmentado poder musulmán y, en ese sentido, la definitiva caída de Toledo significó un golpe de efecto que dio a los cristianos un nuevo empuje en el sometimiento de los territorios del sur. Pero mientras algunas taifas se avinieron a la introducción de las parias u homenajes, gravámenes que reforzaban la economía de los reinos cristianos, otras pidieron la ayuda de los almorávides, una dinastía bereber cuyas fuerzas desembarcaron en al-Yazira al-Jadra en 1086 y derrotaron a los cristianos en la batalla de Sagrajas. Sin embargo, esta expedición dirigida por el emir Yusuf ibn Tašufin prefirió regresar poco tiempo después al Magreb ante la noticia de la muerte de su hijo.
Aledo iba a ganar entonces un importante protagonismo, dada su posición de avanzadilla cristiana aislada en territorio islámico, que va a poner en jaque a las taifas del entorno. Las mesnadas castellano-leonesas sembraron el pánico entre la población de la taifa murciana con audaces correrías sobre la huerta de Murcia y Orihuela, haciéndose dueñas por completo del valle del Guadalentín y controlando las principales vías de comunicación del Levante, de modo que la preocupación de los principados andalusíes hará que soliciten nuevamente el auxilio almorávide.

## El asedio
El emir Ibn Tašufin regresó a la península ibérica en 1089, haciendo uso de Gibraltar como punto de desembarco. En al-Yazira al-Jadra se unieron a sus tropas las del sevillano al-Mu'tamid, y juntos avanzaron hasta Málaga, donde se agregó el rey taifa Tamim ibn Buluggin con sus huestes. El objetivo del emir sevillano, a pesar de sus protestas de defensor del islam contra las correrías cristianas desde Aledo, era hacerse con el castillo y con el dominio de Murcia para su hijo, que su propio visir le había arrebatado.
En el camino hacia Aledo se incorporaron a la ya numerosa fuerza Abd Allah ibn Buluggin de Granada y Almotacín de Almería, mientras que Abu Muhammad ibn Rashiq de Murcia colaboró enviando hombres y dinero.
El ejército musulmán plantó su campamento a los pies del castillo de Aledo, y comenzó a hostigar la posición cristiana mediante disparos de manganas y balistas, construidas ex profeso por expertos artesanos traídos desde Murcia.
Los asaltos se sucedieron día y noche, atacando cada jornada el ejército de uno de los emires rotativamente, pero el tiempo transcurría sin lograr la rendición de la guarnición leonesa. La moral de los sitiadores empezó a resentirse y afloraban tensiones entre ellos, hasta el punto que Ibn Rashiq, temeroso de que al-Mu'tamid pretendiera anexionar Murcia a su taifa de Sevilla, aprovisionó a los sitiados. Destituido finalmente por Ibn Tašufin debido a una fetua, los murcianos abandonaron el asedio, rechazaron someterse a los sevillanos y pidieron auxilio al rey cristiano Alfonso VI.
El Cid tuvo la intención de socorrer la plaza, pero sería el mismo monarca quien marchase al frente de sus tropas a liberar Aledo, provocando la retirada almorávide después de un asedio de cuatro meses. A finales del verano y tras insistentes peticiones de la guarnición y de los murcianos enemistados con Ibn Tašufin, Alfonso se puso en marcha para socorrer la plaza. Tras este revés, Yusuf ibn Tašufin prosiguió brevemente su campaña peninsular, apoderándose de Talavera de la Reina y Madrid, pero al ser rechazado en Guadalajara se replegó a Córdoba, para terminar volviendo a sus posesiones norteafricanas.

## Consecuencias
La demora del Cid a la hora de partir hacia Aledo hizo entrar en cólera al rey Alfonso, que lo desterró de nuevo.
La fortaleza de Aledo llegaría a sufrir hasta tres cercos por parte de las tropas almorávides, en un intento desesperado por acabar con la resistencia cristiana. En 1092, el mismo Alfonso VI decidió abandonarla ante la imposibilidad de seguir defendiéndola, de forma que cabalgó hacia ella para evacuar a la guarnición y ordenar su destrucción, con el objetivo de impedir que sus enemigos se hicieran con una fortificación tan valiosa.
Los almorávides, una vez se asentaron firmemente en la península ibérica, lograron pronto detener la presión de los reinos cristianos y hacer valer su autoridad sobre la región occidental, donde Sevilla se convirtió en su capital administrativa. En la mitad oriental de al-Ándalus, los ejércitos organizados desde Murcia participaron en las guerras de la frontera aragonesa, y finalmente conquistaron en 1102 la Valencia ocupada por el Cid, consiguiendo una importante vía de penetración hacia el interior peninsular. Después de varios ataques contra los condados catalanes, decidieron lanzar una ofensiva contra Castilla por su flanco este, con Uclés como primer objetivo.